# Campionato mondiale di canoa polo 2008
L'VIII Campionato mondiale di canoa polo si è tenuto a Edmonton dal 24 al 27 luglio 2008. Il torneo è stato vinto dalla Francia nelle categorie maschile senior e femminile under 21, dal Regno Unito nella categoria femminile senior e dalla Germania nella categoria maschile under 21.

## Classifica finale maschile senior
| Pos. | Squadra     |
| ---- | ----------- |
|      | Paesi Bassi |
|      | Francia     |
|      | Italia      |
| 4    | Australia   |
| 5    | Spagna      |
| 6    | Regno Unito |

## Classifica finale femminile senior
| Pos. | Squadra       |
| ---- | ------------- |
|      | Regno Unito   |
|      | Germania      |
|      | Francia       |
| 4    | Nuova Zelanda |
| 5    | Australia     |
| 6    | Paesi Bassi   |

## Classifica finale maschile under 21
| Pos. | Squadra     |
| ---- | ----------- |
|      | Regno Unito |
|      | Francia     |
|      | Italia      |
| 4    | Germania    |
| 5    | Polonia     |
| 6    | Paesi Bassi |

## Medagliere
| Squadra     |   |   |   | Tot. |
| ----------- | - | - | - | ---- |
| Regno Unito | 2 | 0 | 0 | 2    |
| Paesi Bassi | 1 | 0 | 0 | 1    |
| Francia     | 0 | 2 | 1 | 3    |
| Germania    | 0 | 1 | 0 | 1    |
| Italia      | 0 | 0 | 1 | 1    |

## Formula
Il torneo maschile senior ha visto la partecipazione di 20 nazioni, suddivise in 4 gironi da 5 squadre all'italiana con partite di sola andata. Al termine della prima fase le prime tre classificate di ogni girone hanno avuto accesso ai gironi per le medaglie (2 gironi all'italiana da 6 squadre), mentre le altre partecipanti sono state raggruppate in gironi di consolazione per l'attribuzione delle posizioni inferiori.
Le classifiche dei gironi di seconda fase hanno determinato le sfide incrociate per le posizioni dalla prima alla dodicesima. Formule analoghe sono state disposte per il torneo femminile, che vedeva al via 17 rappresentative nazionali e per il torneo riservato alle squadre giovanili.